# Lexington (Ohio)
Pour les articles homonymes, voir Lexington.
Lexington est un village américain situé dans le comté de Richland, dans l'Ohio. Selon le recensement de 2010, sa population est de 4 822 habitants.